# Chorinea batesii
Chorinea batesii är en fjärilsart som beskrevs av Saunders 1858. Chorinea batesii ingår i släktet Chorinea och familjen Riodinidae. Inga underarter finns listade i Catalogue of Life.